# Liste des membres de la 37e législature de la Seconde Chambre

Cette liste présente les 150 membres de la 37e législature de la Seconde Chambre des États généraux au moment de leur élection lors des élections législatives du 15 mars 2017. Elle présente les élus par listes et par ordre numérique de présentation par les partis. La présidence de la Seconde Chambre est assurée par Khadija Arib du Parti travailliste (PvdA) pour l'intégralité de la mandature.

## Répartition des sièges

Répartition des sièges de la Seconde Chambre des États généraux à la suite des élections législatives de 2017.

| Parti | Parti                                            | Abr.  | Total | %     | +/-           |
|       | Parti populaire pour la liberté et la démocratie | VVD   | 33    | 21,29 | 8             |
|       | Parti pour la liberté                            | PVV   | 20    | 13,06 | 5             |
|       | Appel chrétien-démocrate                         | CDA   | 19    | 12,38 | 6             |
|       | Démocrates 66                                    | D66   | 19    | 12,23 | 7             |
|       | Gauche verte                                     | GL    | 14    | 9,13  | 10            |
|       | Parti socialiste                                 | SP    | 14    | 9,09  | 1             |
|       | Parti travailliste                               | PvdA  | 9     | 5,70  | 29            |
|       | Union chrétienne                                 | CU    | 5     | 3,39  | en stagnation |
|       | Parti pour les animaux                           | PvdD  | 5     | 3,19  | 3             |
|       | 50 Plus                                          | 50+   | 4     | 3,11  | 2             |
|       | Parti politique réformé                          | SGP   | 3     | 2,08  | en stagnation |
|       | Denk                                             | DENK  | 3     | 2,06  | 3             |
|       | Forum pour la démocratie                         | FvD   | 2     | 1,78  | 2             |
| Total | Total                                            | Total | 150   | =     | =             |

## Élus
| N° | Représentant               | Parti | Parti                                            | Abr. | Date de naissance  | Commune de naissance          | Province de naissance         |
| -- | -------------------------- | ----- | ------------------------------------------------ | ---- | ------------------ | ----------------------------- | ----------------------------- |
| 1  | Mark Rutte                 |       | Parti populaire pour la liberté et la démocratie | VVD  | 14 février 1967    | La Haye                       | Hollande-Méridionale          |
| 2  | Jeanine Hennis-Plasschaert |       | Parti populaire pour la liberté et la démocratie | VVD  | 7 avril 1973       | Heerlen                       | Limbourg                      |
| 3  | Halbe Zijlstra             |       | Parti populaire pour la liberté et la démocratie | VVD  | 21 janvier 1969    | Ooststellingwerf              | Frise                         |
| 4  | Tamara van Ark             |       | Parti populaire pour la liberté et la démocratie | VVD  | 11 août 1974       | La Haye                       | Hollande-Méridionale          |
| 5  | Klaas Dijkhoff             |       | Parti populaire pour la liberté et la démocratie | VVD  | 13 janvier 1981    | Soltau (Allemagne)            | Soltau (Allemagne)            |
| 6  | Sander Dekker              |       | Parti populaire pour la liberté et la démocratie | VVD  | 9 février 1975     | La Haye                       | Hollande-Méridionale          |
| 7  | Barbara Visser             |       | Parti populaire pour la liberté et la démocratie | VVD  | 16 août 1977       | Šibenik (Croatie)             | Šibenik (Croatie)             |
| 8  | Mark Harbers               |       | Parti populaire pour la liberté et la démocratie | VVD  | 19 avril 1969      | Ede                           | Gueldre                       |
| 9  | Han ten Broeke             |       | Parti populaire pour la liberté et la démocratie | VVD  | 2 mars 1969        | Haaksbergen                   | Overijssel                    |
| 10 | Malik Azmani               |       | Parti populaire pour la liberté et la démocratie | VVD  | 20 janvier 1976    | Heerenveen                    | Frise                         |
| 11 | Dennis Wiersma             |       | Parti populaire pour la liberté et la démocratie | VVD  | 19 février 1986    | Franekeradeel                 | Frise                         |
| 12 | Helma Lodders              |       | Parti populaire pour la liberté et la démocratie | VVD  | 21 juin 1968       | Moerdijk                      | Brabant-Septentrional         |
| 13 | Bas van 't Wout            |       | Parti populaire pour la liberté et la démocratie | VVD  | 22 avril 1979      | Amersfoort                    | Utrecht                       |
| 14 | Bente Becker               |       | Parti populaire pour la liberté et la démocratie | VVD  | 12 août 1985       | Almere                        | Flevoland                     |
| 15 | Pieter Duisenberg          |       | Parti populaire pour la liberté et la démocratie | VVD  | 2 juin 1967        | Washington, D.C. (États-Unis) | Washington, D.C. (États-Unis) |
| 16 | Sophie Hermans             |       | Parti populaire pour la liberté et la démocratie | VVD  | 1er mai 1981       | Nimègue                       | Gueldre                       |
| 17 | Anne Mulder                |       | Parti populaire pour la liberté et la démocratie | VVD  | 14 décembre 1969   | Hoogeveen                     | Drenthe                       |
| 18 | Aukje de Vries             |       | Parti populaire pour la liberté et la démocratie | VVD  | 21 octobre 1964    | Leeuwarden                    | Frise                         |
| 19 | Dilan Yeşilgöz-Zegerius    |       | Parti populaire pour la liberté et la démocratie | VVD  | 18 juin 1977       | Ankara (Turquie)              | Ankara (Turquie)              |
| 20 | Arno Rutte                 |       | Parti populaire pour la liberté et la démocratie | VVD  | 24 avril 1972      | Hengelo                       | Overijssel                    |
| 21 | Ockje Tellegen             |       | Parti populaire pour la liberté et la démocratie | VVD  | 16 octobre 1974    | Delft                         | Hollande-Méridionale          |
| 22 | Daniel Koerhuis            |       | Parti populaire pour la liberté et la démocratie | VVD  | 26 juillet 1981    | Hardenberg                    | Overijssel                    |
| 23 | Erik Ziengs                |       | Parti populaire pour la liberté et la démocratie | VVD  | 27 septembre 1960  | Midden-Drenthe                | Drenthe                       |
| 24 | André Bosman               |       | Parti populaire pour la liberté et la démocratie | VVD  | 20 janvier 1965    | Utrechtse Heuvelrug           | Utrecht                       |
| 25 | Albert van den Bosch       |       | Parti populaire pour la liberté et la démocratie | VVD  | 18 septembre 1955  | Zeist                         | Utrecht                       |
| 26 | Zohair El Hassini          |       | Parti populaire pour la liberté et la démocratie | VVD  | 17 novembre 1979   | Utrecht                       | Utrecht                       |
| 27 | Remco Dijkstra             |       | Parti populaire pour la liberté et la démocratie | VVD  | 18 août 1972       | Zeist                         | Utrecht                       |
| 28 | Martin Wörsdörfer          |       | Parti populaire pour la liberté et la démocratie | VVD  | 20 janvier 1970    | Enschede                      | Overijssel                    |
| 29 | Arne Weverling             |       | Parti populaire pour la liberté et la démocratie | VVD  | 30 août 1974       | La Haye                       | Hollande-Méridionale          |
| 30 | Chantal Nijkerken-de Haan  |       | Parti populaire pour la liberté et la démocratie | VVD  | 18 septembre 1973  | Ryswick                       | Hollande-Méridionale          |
| 31 | Foort van Oosten           |       | Parti populaire pour la liberté et la démocratie | VVD  | 25 juin 1977       | Dordrecht                     | Hollande-Méridionale          |
| 32 | Sven Koopmans              |       | Parti populaire pour la liberté et la démocratie | VVD  | 20 juin 1973       | Amsterdam                     | Hollande-Septentrionale       |
| 33 | Jan Middendorp             |       | Parti populaire pour la liberté et la démocratie | VVD  | 26 décembre 1975   | Amsterdam                     | Hollande-Septentrionale       |
| 1  | Geert Wilders              |       | Parti pour la liberté                            | PVV  | 6 septembre 1963   | Venlo                         | Limbourg                      |
| 2  | Fleur Agema                |       | Parti pour la liberté                            | PVV  | 16 septembre 1976  | Purmerend                     | Hollande-Septentrionale       |
| 3  | Vicky Maeijer              |       | Parti pour la liberté                            | PVV  | 7 septembre 1986   | Rotterdam                     | Hollande-Méridionale          |
| 4  | Gidi Markuszower           |       | Parti pour la liberté                            | PVV  | 27 octobre 1977    | Tel Aviv (Israël)             | Tel Aviv (Israël)             |
| 5  | Sietse Fritsma             |       | Parti pour la liberté                            | PVV  | 31 mars 1972       | Franekeradeel                 | Frise                         |
| 6  | Martin Bosma               |       | Parti pour la liberté                            | PVV  | 16 juillet 1964    | Wormerland                    | Hollande-Septentrionale       |
| 7  | Barry Madlener             |       | Parti pour la liberté                            | PVV  | 6 janvier 1969     | Leyde                         | Hollande-Méridionale          |
| 8  | Teun van Dijck             |       | Parti pour la liberté                            | PVV  | 13 septembre 1963  | Venlo                         | Limbourg                      |
| 9  | Lilian Helder              |       | Parti pour la liberté                            | PVV  | 30 mai 1973        | Venlo                         | Limbourg                      |
| 10 | Harm Beertema              |       | Parti pour la liberté                            | PVV  | 9 mars 1952        | Zaanstad                      | Hollande-Septentrionale       |
| 11 | Machiel de Graaf           |       | Parti pour la liberté                            | PVV  | 26 juin 1969       | La Haye                       | Hollande-Méridionale          |
| 12 | Dion Graus                 |       | Parti pour la liberté                            | PVV  | 19 mars 1967       | Heerlen                       | Limbourg                      |
| 13 | Raymond de Roon            |       | Parti pour la liberté                            | PVV  | 1er septembre 1952 | Amsterdam                     | Hollande-Septentrionale       |
| 14 | Danai van Weerdenburg      |       | Parti pour la liberté                            | PVV  | 1er août 1976      | Amstelveen                    | Hollande-Septentrionale       |
| 15 | Edgar Mulder               |       | Parti pour la liberté                            | PVV  | 22 novembre 1961   | Enschede                      | Overijssel                    |
| 16 | Karen Gerbrands            |       | Parti pour la liberté                            | PVV  | 29 août 1967       | Delft                         | Hollande-Méridionale          |
| 17 | Léon de Jong               |       | Parti pour la liberté                            | PVV  | 31 août 1982       | Gouda                         | Hollande-Méridionale          |
| 18 | Gabriëlle Popken           |       | Parti pour la liberté                            | PVV  | 21 août 1983       | Sittard-Geleen                | Limbourg                      |
| 19 | Alexander Kops             |       | Parti pour la liberté                            | PVV  | 23 novembre 1984   | Leidschendam-Voorburg         | Hollande-Méridionale          |
| 20 | Roy van Aalst              |       | Parti pour la liberté                            | PVV  | 28 mars 1983       | Enschede                      | Overijssel                    |
| 1  | Sybrand van Haersma Buma   |       | Appel chrétien-démocrate                         | CDA  | 30 juillet 1965    | Súdwest-Fryslân               | Frise                         |
| 2  | Mona Keijzer               |       | Appel chrétien-démocrate                         | CDA  | 9 octobre 1968     | Edam-Volendam                 | Hollande-Septentrionale       |
| 3  | René Peters                |       | Appel chrétien-démocrate                         | CDA  | 28 juillet 1975    | Oss                           | Brabant-Septentrional         |
| 4  | Pieter Omtzigt             |       | Appel chrétien-démocrate                         | CDA  | 8 janvier 1974     | La Haye                       | Hollande-Méridionale          |
| 5  | Madeleine van Toorenburg   |       | Appel chrétien-démocrate                         | CDA  | 10 mai 1968        | La Haye                       | Hollande-Méridionale          |
| 6  | Raymond Knops              |       | Appel chrétien-démocrate                         | CDA  | 10 novembre 1971   | Horst aan de Maas             | Limbourg                      |
| 7  | Pieter Heerma              |       | Appel chrétien-démocrate                         | CDA  | 5 août 1977        | Amsterdam                     | Hollande-Septentrionale       |
| 8  | Harry van der Molen        |       | Appel chrétien-démocrate                         | CDA  | 22 avril 1980      | Achtkarspelen                 | Frise                         |
| 9  | Hanke Bruins Slot          |       | Appel chrétien-démocrate                         | CDA  | 20 octobre 1977    | Apeldoorn                     | Gueldre                       |
| 10 | Jaco Geurts                |       | Appel chrétien-démocrate                         | CDA  | 11 juillet 1970    | Barneveld                     | Gueldre                       |
| 11 | Anne Kuik                  |       | Appel chrétien-démocrate                         | CDA  | 22 janvier 1987    | Emmen                         | Drenthe                       |
| 12 | Chris van Dam              |       | Appel chrétien-démocrate                         | CDA  | 9 juillet 1963     | Voorst                        | Gueldre                       |
| 13 | Agnes Mulder               |       | Appel chrétien-démocrate                         | CDA  | 21 octobre 1973    | Hardenberg                    | Overijssel                    |
| 14 | Michel Rog                 |       | Appel chrétien-démocrate                         | CDA  | 3 avril 1973       | Bois-le-Duc                   | Brabant-Septentrional         |
| 15 | Mustafa Amhaouch           |       | Appel chrétien-démocrate                         | CDA  | 27 juin 1970       | Venlo                         | Limbourg                      |
| 16 | Martijn van Helvert        |       | Appel chrétien-démocrate                         | CDA  | 7 avril 1978       | Sittard-Geleen                | Limbourg                      |
| 17 | Erik Ronnes                |       | Appel chrétien-démocrate                         | CDA  | 6 novembre 1967    | Boxmeer                       | Brabant-Septentrional         |
| 18 | Joba van den Berg-Jansen   |       | Appel chrétien-démocrate                         | CDA  | 21 août 1958       | Utrecht                       | Utrecht                       |
| 19 | Maurits von Martels        |       | Appel chrétien-démocrate                         | CDA  | 10 novembre 1960   | Dalfsen                       | Overijssel                    |
| 1  | Alexander Pechtold         |       | Démocrates 66                                    | D66  | 16 décembre 1965   | Delft                         | Hollande-Méridionale          |
| 2  | Stientje van Veldhoven     |       | Démocrates 66                                    | D66  | 22 juin 1973       | Utrecht                       | Utrecht                       |
| 3  | Wouter Koolmees            |       | Démocrates 66                                    | D66  | 20 mars 1977       | Capelle aan den IJssel        | Hollande-Méridionale          |
| 4  | Pia Dijkstra               |       | Démocrates 66                                    | D66  | 9 décembre 1954    | Franekeradeel                 | Frise                         |
| 5  | Ingrid van Engelshoven     |       | Démocrates 66                                    | D66  | 12 juillet 1966    | Delfzijl                      | Groningue                     |
| 6  | Vera Bergkamp              |       | Démocrates 66                                    | D66  | 1er juin 1971      | Amsterdam                     | Hollande-Septentrionale       |
| 7  | Kees Verhoeven             |       | Démocrates 66                                    | D66  | 25 avril 1976      | Utrecht                       | Utrecht                       |
| 8  | Paul van Meenen            |       | Démocrates 66                                    | D66  | 29 janvier 1956    | La Haye                       | Hollande-Méridionale          |
| 9  | Jan Paternotte             |       | Démocrates 66                                    | D66  | 26 février 1984    | Bois-le-Duc                   | Brabant-Septentrional         |
| 10 | Steven van Weyenberg       |       | Démocrates 66                                    | D66  | 21 mars 1973       | Gand (Belgique)               | Gand (Belgique)               |
| 11 | Sjoerd Sjoerdsma           |       | Démocrates 66                                    | D66  | 10 juillet 1981    | Eindhoven                     | Brabant-Septentrional         |
| 12 | Rob Jetten                 |       | Démocrates 66                                    | D66  | 25 mars 1987       | Meierijstad                   | Brabant-Septentrional         |
| 13 | Jessica van Eijs           |       | Démocrates 66                                    | D66  | 8 août 1981        | Nimègue                       | Gueldre                       |
| 14 | Salima Belhaj              |       | Démocrates 66                                    | D66  | 18 octobre 1978    | Harderwijk                    | Gueldre                       |
| 15 | Maarten Groothuizen        |       | Démocrates 66                                    | D66  | 14 septembre 1976  | Nimègue                       | Gueldre                       |
| 16 | Achraf Bouali              |       | Démocrates 66                                    | D66  | 11 juin 1974       | Imzouren (Maroc)              | Imzouren (Maroc)              |
| 17 | Rens Raemakers             |       | Démocrates 66                                    | D66  | 27 mars 1991       | Leudal                        | Limbourg                      |
| 18 | Antje Diertens             |       | Démocrates 66                                    | D66  | 28 février 1958    | Groningue                     | Groningue                     |
| 19 | Tjeerd de Groot            |       | Démocrates 66                                    | D66  | 10 avril 1968      | Haarlem                       | Hollande-Septentrionale       |
| 1  | Jesse Klaver               |       | Gauche verte                                     | GL   | 1er mai 1986       | Rosendael                     | Brabant-Septentrional         |
| 2  | Kathalijne Buitenweg       |       | Gauche verte                                     | GL   | 27 mars 1970       | Rotterdam                     | Hollande-Méridionale          |
| 3  | Tom van der Lee            |       | Gauche verte                                     | GL   | 9 juillet 1964     | Oude IJsselstreek             | Gueldre                       |
| 4  | Linda Voortman             |       | Gauche verte                                     | GL   | 27 juin 1979       | Enschede                      | Overijssel                    |
| 5  | Rik Grashoff               |       | Gauche verte                                     | GL   | 5 avril 1961       | Krimpen aan den IJssel        | Hollande-Méridionale          |
| 6  | Liesbeth van Tongeren      |       | Gauche verte                                     | GL   | 31 mars 1958       | Flardingue                    | Hollande-Méridionale          |
| 7  | Corinne Ellemeet           |       | Gauche verte                                     | GL   | 26 avril 1973      | Rotterdam                     | Hollande-Méridionale          |
| 8  | Zihni Özdil                |       | Gauche verte                                     | GL   | 8 septembre 1981   | Kozaklı (Turquie)             | Kozaklı (Turquie)             |
| 9  | Bart Snels                 |       | Gauche verte                                     | GL   | 6 janvier 1966     | Rosendael                     | Brabant-Septentrional         |
| 10 | Bram van Ojik              |       | Gauche verte                                     | GL   | 22 septembre 1954  | Veenendaal                    | Utrecht                       |
| 11 | Suzanne Kröger             |       | Gauche verte                                     | GL   | 6 juin 1976        | Amsterdam                     | Hollande-Septentrionale       |
| 12 | Nevin Özütok               |       | Gauche verte                                     | GL   | 20 mars 1960       | Adana (Turquie)               | Adana (Turquie)               |
| 13 | Lisa Westerveld            |       | Gauche verte                                     | GL   | 16 novembre 1981   | Aalten                        | Gueldre                       |
| 14 | Isabelle Diks              |       | Gauche verte                                     | GL   | 25 juillet 1965    | Heerlen                       | Limbourg                      |
| 1  | Emile Roemer               |       | Parti socialiste                                 | SP   | 24 août 1962       | Boxmeer                       | Brabant-Septentrional         |
| 2  | Renske Leijten             |       | Parti socialiste                                 | SP   | 17 mars 1979       | Leyde                         | Hollande-Méridionale          |
| 3  | Lilian Marijnissen         |       | Parti socialiste                                 | SP   | 11 juillet 1985    | Oss                           | Brabant-Septentrional         |
| 4  | Ronald van Raak            |       | Parti socialiste                                 | SP   | 30 octobre 1969    | Hilvarenbeek                  | Brabant-Septentrional         |
| 5  | Sadet Karabulut            |       | Parti socialiste                                 | SP   | 28 avril 1975      | Dordrecht                     | Hollande-Méridionale          |
| 6  | Sandra Beckerman           |       | Parti socialiste                                 | SP   | 31 mars 1983       | Veenendaal                    | Utrecht                       |
| 7  | Michiel van Nispen         |       | Parti socialiste                                 | SP   | 14 octobre 1982    | Bréda                         | Brabant-Septentrional         |
| 8  | Peter Kwint                |       | Parti socialiste                                 | SP   | 19 décembre 1984   | Amsterdam                     | Hollande-Septentrionale       |
| 9  | Bart van Kent              |       | Parti socialiste                                 | SP   | 18 décembre 1983   | Eindhoven                     | Brabant-Septentrional         |
| 10 | Cem Laçin                  |       | Parti socialiste                                 | SP   | 19 janvier 1986    | Rotterdam                     | Hollande-Méridionale          |
| 11 | Frank Futselaar            |       | Parti socialiste                                 | SP   | 26 juillet 1979    | Groningue                     | Groningue                     |
| 12 | Nine Kooiman               |       | Parti socialiste                                 | SP   | 9 décembre 1980    | Utrecht                       | Utrecht                       |
| 13 | Maarten Hijink             |       | Parti socialiste                                 | SP   | 24 mai 1983        | Aalten                        | Gueldre                       |
| 14 | Jasper van Dijk            |       | Parti socialiste                                 | SP   | 20 avril 1971      | Nieuwegein                    | Utrecht                       |
| 1  | Lodewijk Asscher           |       | Parti travailliste                               | PvdA | 27 septembre 1974  | Amsterdam                     | Hollande-Septentrionale       |
| 2  | Khadija Arib               |       | Parti travailliste                               | PvdA | 10 octobre 1960    | Hedami (Maroc)                | Hedami (Maroc)                |
| 3  | Jeroen Dijsselbloem        |       | Parti travailliste                               | PvdA | 29 mars 1966       | Eindhoven                     | Brabant-Septentrional         |
| 4  | Sharon Dijksma             |       | Parti travailliste                               | PvdA | 16 avril 1971      | Groningue                     | Groningue                     |
| 5  | Gijs van Dijk              |       | Parti travailliste                               | PvdA | 27 octobre 1980    | Leyde                         | Hollande-Méridionale          |
| 6  | Attje Kuiken               |       | Parti travailliste                               | PvdA | 27 octobre 1977    | Groningue                     | Groningue                     |
| 7  | Henk Nijboer               |       | Parti travailliste                               | PvdA | 31 mars 1983       | Groningue                     | Groningue                     |
| 8  | Kirsten van den Hul        |       | Parti travailliste                               | PvdA | 18 août 1976       | Deventer                      | Overijssel                    |
| 9  | Lilianne Ploumen           |       | Parti travailliste                               | PvdA | 12 juillet 1962    | Maastricht                    | Limbourg                      |
| 1  | Gert-Jan Segers            |       | Union chrétienne                                 | CU   | 9 juillet 1969     | Lisse                         | Hollande-Méridionale          |
| 2  | Carola Schouten            |       | Union chrétienne                                 | CU   | 6 octobre 1977     | Bois-le-Duc                   | Brabant-Septentrional         |
| 3  | Joël Voordewind            |       | Union chrétienne                                 | CU   | 9 juillet 1965     | Coevorden                     | Drenthe                       |
| 4  | Carla Dik-Faber            |       | Union chrétienne                                 | CU   | 6 mai 1971         | Leidschendam-Voorburg         | Hollande-Méridionale          |
| 5  | Eppo Bruins                |       | Union chrétienne                                 | CU   | 19 septembre 1969  | Apeldoorn                     | Gueldre                       |
| 1  | Marianne Thieme            |       | Parti pour les animaux                           | PvdD | 6 mars 1972        | Ede                           | Gueldre                       |
| 2  | Esther Ouwehand            |       | Parti pour les animaux                           | PvdD | 10 juin 1976       | Katwijk                       | Hollande-Méridionale          |
| 3  | Lammert van Raan           |       | Parti pour les animaux                           | PvdD | 3 février 1962     | Harlingen                     | Frise                         |
| 4  | Frank Wassenberg           |       | Parti pour les animaux                           | PvdD | 2 mai 1966         | Maastricht                    | Limbourg                      |
| 5  | Femke Merel Arissen        |       | Parti pour les animaux                           | PvdD | 9 novembre 1983    | Huizen                        | Hollande-Septentrionale       |
| 1  | Henk Krol                  |       | 50 Plus                                          | 50+  | 1er avril 1950     | Tilbourg                      | Brabant-Septentrional         |
| 2  | Léonie Sazias              |       | 50 Plus                                          | 50+  | 27 juillet 1957    | Rotterdam                     | Hollande-Méridionale          |
| 3  | Martin van Rooijen         |       | 50 Plus                                          | 50+  | 31 juillet 1942    | Heusden                       | Brabant-Septentrional         |
| 4  | Corrie van Brenk           |       | 50 Plus                                          | 50+  | 16 septembre 1960  | De Bilt                       | Utrecht                       |
| 1  | Kees van der Staaij        |       | Parti politique réformé                          | SGP  | 12 septembre 1968  | Flardingue                    | Hollande-Méridionale          |
| 2  | Elbert Dijkgraaf           |       | Parti politique réformé                          | SGP  | 6 janvier 1970     | Almelo                        | Overijssel                    |
| 3  | Roelof Bisschop            |       | Parti politique réformé                          | SGP  | 30 novembre 1956   | Staphorst                     | Overijssel                    |
| 1  | Tunahan Kuzu               |       | Denk                                             | DENK | 5 juin 1981        | Istanbul (Turquie)            | Istanbul (Turquie)            |
| 2  | Farid Azarkan              |       | Denk                                             | DENK | 16 octobre 1971    | Ighmiren (Maroc)              | Ighmiren (Maroc)              |
| 3  | Selçuk Öztürk              |       | Denk                                             | DENK | 8 avril 1972       | Büyükkışla (Turquie)          | Büyükkışla (Turquie)          |
| 1  | Thierry Baudet             |       | Forum pour la démocratie                         | FvD  | 28 janvier 1983    | Heemstede                     | Hollande-Septentrionale       |
| 2  | Theo Hiddema               |       | Forum pour la démocratie                         | FvD  | 1er avril 1944     | Dongeradeel                   | Frise                         |